# Radhamés Aracena
Radhames Aracena (13 de mayo de 1930-11 de diciembre de 1999),fue un locutor, productor musical y empresario dominicano que contribuyó a transformar el panorama musical de la República Dominicana durante y después de la dictadura de Rafael Trujillo, mediante la grabación y promoción de músicos dominicanos, en particular de aquellos que interpretaban música de guitarra, un estilo que hoy en día conocemos como bachata. Fue quien creó Radio Guarachita, una de las primeras estaciones de radio en emitir bachata, y también grabó, produjo y promocionó varios de los bachateros más importantes.

## Biografía
A los 20 años ya estaba trabajando en las radios, ganando mucha popularidad dentro del público local. En 1955 abrió Discos La Guarachita (diminutivo de guaracha), una tienda en Santo Domingo donde vendía discos importados. Obtuvo los derechos de distribución de la compañía mexicana Peerles para vender discos de Pedro Infante. También consiguió los derechos de otras compañías latinoamericanos quienes tenían los derechos exclusivos de los cantantes Lucho Gatica y Nat King Cole. Unos años después, consiguió los derechos de RCA y CBS.

## Radio Guarachita
En 1961, tras la muerte de Rafael Trujillo, Radhames compró equipos de grabación y una licencia para lanzar su propia estación de radio. En 1964 crea Radio Guarachita, y en 1965, luego de un año de pruebas, comienza a emitirse en la frecuencia 690 AM. Aunque no fue el primero en transmitir bachata por la radio, pues locutores como Cuco Valoy en Radio Tropical y el locutor Charles Asilis-Tabar (conocido como Charlie Charlie) en La Voz del Trópico ya lo hacían, Radhamés Aracena logró una mayor difusión del género gracias al alcance nacional de Radio Guarachita, consolidándola como una plataforma clave para la popularización de la bachata por la radio.

## Ámbito empresarial
Radhames también comenzó a grabar músicos dominicanos, y dentro de poco se convirtió en una figura importante dentro de la industria de la bachata. Radio Guarachita ayudó popularizar a tantos de los legendarios bachateros que conocemos hoy: José Manuel Calderón, Leonardo Paniagua, Blas Duran, Ramon Cordero y Edilio Paredes son tan solo algunos de los nombres que están asociados con Radhames Aracena y su Radio Guarachita. Otros músicos que pasaron por Radio Guarachita incluyen a Tatico Henriquez, Dionisio ‘Guandulito’ Mejia, y Fefita La Grande.

## Fallecimiento
Radhames Aracena fallece el 11 de diciembre de 1999, a los 69 años. Radio Guarachita cierra pocos años después. La frecuencia 690 AM fue posteriormente ocupada por ESPN Radio Dominicana, propiedad de Walt Disney, la cual cesó sus transmisiones en 2015. El grupo López compró la estación. La licencia de operación se mantiene  HIAW AM/FM bajo el nombre de fuego 90 la salsera.